# Lasta
Lasta es una región histórica en el centro-norte de Etiopía. Es el distrito donde se localiza Lalibela, la antigua capital de la Dinastía Zagüe. La etnia mayoritaria en la región es la Agaw, que es cushítica, siendo la base en la que se apoyaron los reyes Zagüe para derrocar a los reyes de Axum.
Según George Wynn Brereton Huntingford, Lasta es mencionada por primera vez en el siglo XIV, aunque estaba habitada desde hacía mucho tiempo.
En el siglo XVIII, el franciscano checo Remedius Prutky incluyó a Lasta como una de las 22 provincias aún sujetas al poder imperial, pero añadiendo que Lasta era una de las seis que por su tamaño realmente merecía el nombre de reino. Al Oeste limita con Begemder, y al norte con Wag.